# مبادین سفلی
مبادین سفلی یک روستا در ایران است که در دهستان عربخانه واقع شده‌است. مبادین سفلی ۳۸ نفر جمعیت دارد.